# McGeorge Bundy
Pour les articles homonymes, voir Bundy.
McGeorge Bundy, né le 30 mars 1919 à Boston et mort le 16 septembre 1996 dans la même ville, est un homme politique américain membre du Parti démocrate, 6e conseiller à la sécurité nationale des États-Unis. En poste sous les présidents John Kennedy et Lyndon Johnson de 1961 à 1966, il joua un rôle majeur lors du débarquement de la baie des Cochons, de la crise des missiles de Cuba et de la guerre du Viêt Nam. Il a été le président de la Fondation Ford de 1966 à 1979.

## Biographie
En 1953, Bundy devient doyen de l'université Harvard. Kennedy le choisit comme conseiller à la sécurité en 1961,.
Gordon Goldstein, qui a rédigé les mémoires de McBundy (Lessons in Disaster), le décrit comme soutenant fermement le déploiement de troupes au Viêt Nam. À la fin de sa vie cependant, Bundy regrette d'avoir fait partie des faucons des administrations Kennedy et Johnson et considère que les États-Unis n'auraient pas dû s'engager militairement au Viêt Nam. Il considère aussi que Kennedy, s'il avait vécu, aurait choisi de quitter le Viêt Nam, contrairement à Johnson,.
Il a été membre de la Skull and Bones, société d'étudiants de l'université Yale. Il est enterré au cimetière de Mount Auburn, dans son État natal du Massachusetts(p101).

## Au cinéma
- 2000 : Treize Jours, film américain, joué par Frank Wood